# Scissor Sisters
Scissor Sisters (transkr. Sizor sisters) američki je bend, nastao 2001. godine u Njujorku. U svojoj karijeri dostigli su nominaciju Gremi nagradu.
Muzički stilovi koji se u njihovoj muzici pojavljuju su disko, rok, pop, kao i njujorški klupski zvuci...
Grupa nosi naziv po seksualnoj pozi između dve žene koji se naziva i tribadizam. Dok su Scissor sisters očikivali samo ograničen mainstream uspeh u svojoj državi (Americi), bend je naglo osvojio veliki uspeh širom Evrope, Kanade, Australije, a posebno u Ujedinjenom Kraljevstvu (UK) gde su dugo zadržali najvišu poziciju na top listama i uspeli da album postane najprodavaniji u 2004.godini. Singl 'I don’t feel like dancin' je četvrti najprodavaniji singl u 2006. godini koji je na UK Top 40 ostao 27 nedelja.

## Istorija

### Rana karijera (2000—2003)
Srž benda nastala je 2000, kada je Shears upoznao Babydaddy u poseti prijatelju u Kentakiju. Počeli su zajedno praviti muziku koja je genaralno bila loše primljena. Posle preseljenja u Njujork, duo je upoznao Anu Matronić u kabareu Halloween dok je bila obučena u kostim Andy Warhol, a Shears u kostim ‘zakasnelog abortusa’. Grupa je malo posle toga počela da organizuje svirke. Del Marquiz-a, četvrtog člana, upoznali su naknadno na jednom od Shears-ovih striperskih nastupa u klubu I.C. Guyz.
Ubrzo pošto su postali kvartet, bend je potpisao ugovor sa nezavisnom produkcijskom kućom A touch of class i snimili singl Electrobix, koji je kao dodatak imao i disko obradu pesme od Pink Flojda Comfortably Numb . Paddy Boom se pridružio bendu nakon što je kvartet postavio oglas u kome traži bubnjara. Iako je bubanj mašina iskorišćena na skoro svim pesmama sa prvog albuma (većina njih je završena pre dolaska novog člana u bend), Paddy je svirao bubnjeve i udaraljke uživo na svim sledećim snimcima.
U septembru 2003. bend je uradio remiks jedne od verzija pesme Good Boys u originalnom izvođenju pevačice Blondie, koji se pojavio na dvanaestoinčnoj gramofonskoj ploči.

### Debi album i proboj na scenu (2003—2005)
Album Comfortably Numb postao je zapažen u UK gde su ga poznati andergraund (engl. underground) di-džejevi (engl. DJ's) koristili u svojim setovima širom noćnih klubava. U Londonskom noćnom gej klubu The Cock, bend je počeo sa svojim prvim britanskim svirkama. Pesme su kasnije privukle pažnju britanske izdavačke kuće Polydor sa kojima su potpisali ugovor.
Prvi singl grupe za izdavacku kuću, Laura, izdat je u ograničenom tiražu 2003. (dostigao je 54. mesto na UK listi singlova), a privukao je malo pažnje sa izuzetkom britanskog muzičkog časopisa New Musical Express, Channel 4 zabavnog programa V Graham Norton, i takođe na kanalu muzičkog programa Popworld za koji su bili intervjuisani. Singl je takođe dospeo i na veliki broj radio emisija u Australiji.
Singl It can’t come quickly enough se 2003. pojavio kao naslovna numera filma Party Monster.
Njihov prvi hit Comfortably Numb (obrada benda Pink Flojd) nastao je 2004. u saradnji sa Paul Leschenom na klaviru i klavijaturama, našao se na 10.mestu UK liste singlova. Ovaj uspeh praćen je hitovima: Take Your Mama (17. mesto UK liste singlova), obrada pesme Laura (12. mesto UK liste singlova), balada Mary (14. mesto UK liste singlova), kao i svetski poznata gej himna Filthy/Gorgeous (5. mesto UK liste singlova).
Sve pesme sa istoimenog albuma Scissor Sisters koji je dostigao prvo mesto na UK listi albuma, postao je najprodavaniji album u 2004. pobedom nad Keaneovim albumom Hopes and Fears za 582 diska više.
Godine 2006. izračunato je da je to bio deseti najprodavaniji album 21.veka i 51.najprodavaniji album u UK.
Nekoliko već pomenutih medija su napisali da Scissor Sisters  'štrče kao naduveni palac'  i da su potpuno suprotno od onih izvođača u mejnstrim (engl. mainstream) grupi izvođača koji su prodali više od 2 miliona diskova.
Neki od njih su bili James Blunt, Robbie Williams, Keane, Dido, Coldplay, i Norah Jones
Uprkos značajnom uspehu kotiranja na top listama u UK, za koju su smatrali da je njihova duhovna kuća, bend je imao umeren uticaj o svesti publike u njihovoj domovini, Americi. Singl Take your mama je postao popularan na američkim radio stanicam. Filthy/Gorgeous, singl koji se probio u američkim gej klubovima, uzet je kao naslovna numera u filmu Tonija Houka American Wasteland.
Album je bio zabranjen i ukinut na policama američke prodavnice Wal-Mart zbog nepristojnih reči. Bend je pokazao svoje nezadovoljstvo u nekoliko prilika od kojih je jedna od njih bila čak i na njihovom di-vi-diju (engl. dvd) kada se Shears podsmeva i govori kako ga taj lanac prodavnica ne zanima.

### Ta-Dah(2005—2007)
Snimanjem drugog albuma Ta-Dah lansiranog sredinom maja 2005, nove pesme su tiho prezentovane na živim naspupima uključujući Everybody Wants the Same Thing koja je prvi put izvedena na Live 8 koncetru; Neke od ostalih pesama: Paul McCartney, I Can't Decide, Hybrid Man, Forever Right Now and Hair Baby (naslov koji se odnosi na fenomen kada delimično formirani fetus ima tumor).
Pod pretpostavljenim pseudonimima pod kojima su izvodili tajne nastupe na kojima su prezentovali nove pesme, bili su Bridget Jones, Diarrhea, Portion Control and Megapussi.
Bend je ispunio jedan od svojih snova, Elton John je sarađvao s njima na pesmi I Don't Feel Like Dancin kao pijanista i tekstopisac. Pesma je dostigla prvo mesto na UK listi hitova 10. septembra 2006. i ostala je na 1. mestu 4 nedelje.
I Don't Feel Like Dancin je takođe bila na prvom mestu Australijske ARIA top liste kao I Euro Hot 100.
I Don't Feel Like Dancin je postala njihov najveći hit do tada.
Elton John je takođe doprineo pesmi Intermissions sa albuma Ta-Dah.
Album je izdat 18. septembra u Engleskoj i 26. septembra u Americi.. Po rečima Shearsa, album je kombinacija psihodelična kombinacija šezdesetih, glam roka i diska.
2006. nastupali su kao predgrupa poznatoj svetskoj grupi Dipeš Mod engl. Depeche Mode na turneji pod imenom Touring to Angel. Njihova prva promocija drugog albuma u Britaniji, održana je u klubu Koko u Kemdenu u Londonu 31.avgusta 2006. i snimana je za MTV.
Nastupi iz 2006. u The Bowery Ballroom i Siren Music Festival u Njujurku kao i Coachella Valley Music i Arts Festival omogućili su bendu da prezentuje mnoge pesme sa novog albuma.
Besplatni koncert održan je na Trafalgar square 16. septembra kao nagrada za 10.000 glasača sa ciljem da se promoviše Red Charity.
Novi album Ta-Dah procureo je na internet 10. septembra, pet dana pre objavljivanja u Britaniji.
Dostigao je prvo mesto 'Britanske top liste' u prvoj nedelji pojavljivanja, i zvanično je zauzeo prvo mesto u nedelju 24. septembra 2006, što je bilo istorijsko prvo mesto za bend, a držali su ga i singl i album 'Britanske top liste' istovremeno.
Bend se takođe našao i na južnoameričkoj top listi Top 40 Airplay.
'I Don't Feel Like Dancin' se još uvek nalazi na top listama i do danas je najveći hit u latisnoj Americi dostigavši 23. mesto posebno na peruanskim listama.
'Land of a Thousand Words' izdata je kao drugi singl sa albuma dostigavši 19. mesto na 'Britanskoj top listi'.
'She’s my man', bio je treći singl objavljen februara 2007. i dostigao je 29. mesto uprkos modernom zvuku.
U Maju 2007.izašao je četvrti i poslenji singl koji nije uspeo da uđe na 'top 40', što je prvi njhov singl (od debi singla Laura), koji to nije uspeo. 'The kiss you off' video je koncetrisan oko Ane Matronić u 'salonu za lepotu buducnosti'.

### Na pragu četvrtog albuma
Na kraju svetske turneje iz 2007, bend je potvrdio da će neko vreme odsustvovati sa scene kako bi radio na svom novom albumu.
Bend je najavio moguću obradu, saradnju sa Kajli Minog, kao i da bi se na albumu mogle naći originalne demo pesme.
13. i 14. Oktobra 2008. premijerno su izveli novi materijal na tajnoj svirci u 'Mercury Lounge' u Njurku pod izmišljenim imenima bendova 'Queen latina' (13. oktobra), i 'Debbies Hairy' (14. oktobra).
Nove pesme koje su se našle na njihovim set listama, bile su 'television' i '', '', '', '', '', '', '', '', '' (sa '' kao glavnim vokalom), i 'Uroboros'.
Shears je nakon toga izjavio na zvaničnom sajtu da se ni jedna od ovih pesama neće naći na albumu kako bend nije bio zadovoljan sa većinom od njih.
Bubnjar 'Peddy Boom', bio je odsutan na ovim svirkama a kao zamena predstavljen je 'Rendi Real’s Shrager'.
Dana 16. oktobra, bend je onjavio da se 'Peddy Boom' prijateljski oprostio od benda.
'Scissor Sisters' su doprineli kompilaciji 'Heros' sa obradom pesme 'Do the stand' od benda Roksi Mjuzik engl. Roxy Music 24. februara 2009. kao pomoć deci nastradalih roditelja u ratu pod nazivom 'The War Child International charity'.
Početkom avgusta 2009, zvanični sajt benda prikazao je slike benda sa snimanja, sugerišući da je novi album na putu.
Četvrti album produciran je u saradnji sa Stjuartom Prajsom i biće objavljen u martu 2010. Album, opisan kao 'supersexy i ljigav', sadržaće pesme '' i ''. Prva pesma će verovatno biti 'istorijska pesma koja vam čini da se osećate stvarno dobro'.

## Sadržaj muzike
Tekstovi pesama, većinom napisani od strane '' '', poznati su po mešavini smisla za humor i tragedije. Pesme sa njihovog debi albuma suočavale su se sa mnogobrojnim situacijama, od upotrebe droge u gay društvu ('') do '' duboke platonske ljubavi kao svojoj najboljoj prijateljici iz stvarnog života Meri.
Meri je umrla od moždane aneurizme aprila 2006. i ova vest je razorila članove benda.
Njihova muzika može biti opisana kao mešavina glam roka, diska i alternative. Dokazali su da je na njihov ukus dosta uticao Elton John. Takođe na njihov ukus uticali su i ABBA, The Bee Gees, Blondie, KC and the Sunshine Band, Duran Duran, Supertramp, Siouxsie & the Banshees, David Bowie, a iz ere sedamdesetih: Kiss, Queen, Chic, Richard O'Brien i naravno Bitlsi... kao i razni disko dens, rok, i fank bednovi. Sami priznaju da je njihovu muziku teško kategorizovati.
'Scissor Sisters' ne žele da budu označeni kao gej bend!!!
U intervju snimljenom za di-vi-di engl.  'We Are Scissor Sisters And So Are You' , Džejk ističe da je činjenica da su neki od njih u bendu gej i da to utiče na njihovu muziku u istoj meri kao i to što su neki članovi grupe 'Blondie' strejt.
Među fanove benda ubrajaju se i Dejvid Gilmor iz benda Pink Floyd, Rodžer Daltrej i Piter Taunšend iz grupe The Who, U-2, Tom Jork iz benda Radiohead, Bili Džoel, Elton John i Madona.
Bili su predgrupa na ponovo okupljenoj turneju benda Duran Duran kao i na nekim koncertima sa U-2 na Vertigo turneji. Takođe, su podržavali Depeche Mode na turneji 'Tournin the Angel'.

## Nagrade i štampa
Na dodeli 'Britanskih nagrada' iz 2005. grupa je osvojila sve nagrade za koje su novminovani, a to su:
'Internacionalno Otkriće', 'Inernacionalni Bend', 'Internacionalni Album'.
Ovo je prvi put u istoriji dodela nagrada da je jedan bend osvojio sve tri nominacije u internacionalnoj kategoriji.
2007. bend nije osvoio ni jednu nagradu ali je otvorio ceremoniju izvođenjem pesme 'I odn’t feel like danceing'.
2004. gej članovi benda bili su nagrađeni u odeljku 'Out 100', magazina 'Out' na listi 100 najintrigantnijih gej ličnosti te godine.
Dana 28. marta 2005. bend je osvoijo 'GLAAD Media Award' za izuzetnog muzičkog izvođača.
Bend je nastupao na 'Live 8' koncertu na kome su izveli do tada nepoznatu pesmu 'Everybody Wants the Same Thing'.
U novembru 2006. osvojili su 'Bambie' nagradu u kategoriji 'najjači prodor' engl. 'shooting star' na nemačkoj dodeli nagrada.
U Americi, privukli su veliku pažnju televizijskog kanala VH1, kao i časopisa '' i e''.
Intervjuisani su za VH1 veb-sajt, a Del Markiz je bio intervjuisan za muzički deo 'IGN.COM'.
Malo je poznato da postoji par neobjavljenih pesama koje je bend snimio pre svog debija. One nikada nisu objavljene a mogu se naći među fanovima. Neke od njih su:
'', '', '', '', '', kao i pesma nastala u saradnji Bili Džoela sa Elton Johnom za naslovnu numeru benda  - 'Take me out', kao i demo snimci '', i ''.

## Grafike
Grafike za prvi istoimeni album Scissor Sisters kao i singlove, radio je engleski ilustrator pod imenom Spookytim koji ima studio u Brajtonu pod nazivom Studiospooky. Grafike su radjene u raznim tehnikama kako bi se oslikala multi referentna priroda muzike benda.

## Članovi benda
- (pravo ime Jason Sellards) – vokal
- (pravo ime Scott Hoffman) – bas gitara, klavijature, prateći vokal, gitara
- (pravo ime  – vokal, 'šoumen'
- (pravo ime Derek Gruen) – gitara, bas gitara

Bivši članovi:
- (pravo ime Patrick Seacor) – bubnjevi, elektronski bunjevi, perkusije

Live shows and performances have included John 'JJ' Garden — sin od Graeme Garden iz The Goodies — a instrumenti na kojima svira su klavijature, ritam gitara and bas gitara.

## Diskografija
Diskografija benda Scissor Sisters  Архивирано на веб-сајту  (2. фебруар 2010)

## Remiksi
- Robbie D.: '' ('') (2001)
- The Ones: '' ('') (2002)
- Blondie: '' ('') (2003)
- Bucci Bag: '' ('') (2004)
- Pet Shop Boys: ''('') (2004)
- The B-52's: '' ('') (2008)

### Video izdanja
- (2004)[11][12]
- (2007)[13]

## Spoljašnje veze
- Zvanični sajt benda
- Novosti
- KEXP Intervju i javni nastup
- u magazinu
- intervju sa
- Intervju sa Scissor Sisters za
- magazin September 2006
- Intervju za
- Posvećeno bendu